# Marianne Rohland
Marianne Rohland (* 17. März 1897 in Leipzig; † 2. Dezember 1980 ebenda) war eine deutsche Malerin und Grafikerin.

## Leben und Werk
Marianne Rohland war die Tochter eines Leipziger Studienrats. Sie besuchte die Carola-Schule (eine Städtische Fachschule) und das Akademische Lehrinstitut für Damenschneiderei in Leipzig, wo sie 1917 das Fachlehrerin-Examen ablegte. Ab 1918 ging sie in eine private Malschule in Leipzig und von 1921/1922 in die Schule für zeichnende Künste und Malerei des Malers Moritz Heymann in München. Bis 1922 studierte Marianne Rohland an der Kunstgewerbeschule München bei Richard Riemerschmidt und in der Werkstatt von Hylograph Fallscheer. Danach ging sie nach Leipzig zurück, arbeitete als Lehrerin an verschiedenen Schulen und setzte ihr Lehrerstudium fort. 1928 bestand sie die Prüfung als Gewerbelehrerin für Dekoration, Malerei und Grafik und beteiligte sie sich das erste Mal mit Bildern, die Stadtlandschaften mit Rauch und Fabrikschloten und das ungeschminkte Alltagsleben der Proletarier zeigen, an der Leipziger Jahresausstellung.
Von 1928 bis 1934 war sie als erste Bühnenbildnerin in Leipzig Bühnen- und Kostümbildnerin am Leipziger Alten Theater. Sie war Mitglied der Vereinigung künstlerischer Bühnenvorstände. Der Intendant Detlef Sierck und der Regisseur Hans Zeise-Gött beauftragten sie und weitere junge Künstlerinnen wie Elisabeth Voigt, neue Ideen für die Ausstattung von Gegenwartsstücken entwickelten. So schuf Marianne Rohland Entwürfe zu Brechts Trommeln in der Nacht und Im Dickicht der Städte, zu Der blaue Boll von Ernst Barlach und Von morgens bis mitternachts von Georg Kaiser. Sie galt als eines der hoffnungsvollsten Talente auf diesem Gebiet. Die Machtübernahme durch die Nationalsozialisten beendete diese Tätigkeit, und sie arbeitete nun an verschiedenen Leipziger Schulen als Lehrerin für Zeichnen und Kunstbetrachtung, wobei sie es bis zu Studienrätin brachte. 
Marianne Rohland war Mitglied der GEDOK und in der Zeit des Nationalsozialismus der Reichskammer der bildenden Künste. Sie nutzte die bestehenden politischen Nischen zur künstlerischen Arbeit, hielt sich aber von der NS-Ideologie fern. In dieser Zeit war sie bis 1943 auf mindestens sieben Ausstellungen vertreten, u. a. 1936 auf der Deutschen Grafikschau und auf mehreren Großen Leipziger Kunstausstellungen.
Nach 1945 arbeitete sie als Mitglied des Verbands Bildender Künstler der DDR freischaffend in Leipzig. Sie schuf nun vor allem Blumenstillleben und Illustrationen zu literarischen Texten, wozu sie auch Aufträge von DDR-Verlagen erhielt.
Werke von Marianne Rohland befinden sich u. a. im Lindenau-Museum Altenburg/Thüringen und in der Berliner Nationalgalerie, der künstlerische Nachlass im Museum der bildenden Künste Leipzig.

## Rezeption
„Marianne Rohlands Werk ist ein wichtiger bildkünstlerischer Beitrag aus der Zeit der Weimarer Republik, der impressionistische und expressionistische Stilmittel in Landschafts- und Genreszenen, Stillleben und Porträts vereint. … Von ihrer Hand existieren zarte, aber auch expressive Stillleben, Landschaften und Szenerien, vor allem aus den frühen Jahren Bilder und Zeichnungen von expressivem Realismus und sozialer Anteilnahme. Ihr Werk, soweit es noch erhalten ist, spricht für die Sensibilität und Wachheit, mit denen sie in ihrer Zeit wirkte.“

## Werke (Auswahl)

### Malerei und Grafik (Auswahl)
- Nachts an der Brücke (Holzschnitt; ausgestellt 1928 auf der Leipziger Jahresausstellung)
- Rheinhafen (Holzschnitt; ausgestellt 1928 auf der Leipziger Jahresausstellung)
- Waschküche (Holzschnitt; ausgestellt 1928 auf der Leipziger Jahresausstellung)
- Spiegelbild (Selbstbildnis; Tafelbild, Öl; im Bestand des Museums der bildenden Künste Leipzig)
- Italienische Landschaft (Aquarell; im Bestand des Lindenau-Museums, Altenburg/Thüringen)
- Hafenansicht (Aquarell; im Bestand des Lindenau-Museums, Altenburg/Thüringen)
- Bremer Blumenmarkt (Aquarell, 1935)

### Illustrationen zu literarischen Werken (Auswahl)
- Madonna am Bach (Holzschnitt; publiziert als Illustration zu der Trivial-Erzählung Das lahme Herz von K. R. Neubert)[3]
- Zu Brecht Die Heilige Johanna der Schlachthöfe (Federzeichnungen; ausgestellt 1953 auf der Dritten Deutschen Kunstausstellung)[4]
- Zu Brecht Mutter Courage (Federzeichnungen; ausgestellt 1953 auf der Dritten Deutschen Kunstausstellung)[5]
- Zu Voltaire Jeannot et Colin (Federzeichnungen; ausgestellt 1953 auf der Dritten Deutschen Kunstausstellung)[6]
- Fritz Kühnlenz: Burgenfahrt im Saaletal. Heimatgeschichte wandernd erleben. Greifenverlag, Rudolstadt 1964

## Ausstellungen in der DDR

### Einzelausstellungen (Auswahl)
- 1977: Leipzig, Galerie Wort und Werk
- 1977/1978: Leipzig, Graphisches Kabinett des Museums der bildenden Künste

### Ausstellungsbeteiligungen (Auswahl)
- 1947: Leipzig, Museum der bildenden Künste („Malerei der Gegenwart“)[7],
- 1948: Leipzig, Leipziger Kunstausstellung[8]
- 1953: Dresden: Dritte Deutsche Kunstausstellung

- 1965, 1972, 1974, 1979 und 1985: Leipzig, Bezirkskunstausstellungen
- 1977: Leipzig, Galerie am Sachsenplatz („Ausgewählte Aquarelle von DDR-Künstlern“)
- 1978: Berlin, Nationalgalerie („Revolution und Realismus“)
- 1982: Leipzig („10 Jahre Leipziger Grafikbörse“)
- 1984: Leipzig, Museum der bildenden Künste („Kunst in Leipzig 1949 -1984“)